# حمزة شحاتة
حمزة شحاتة (1909 – 1972) شاعر وأديب سعودي، من أبرز الشعراء المجددين في الشعر السعودي، وتُعد رسائله إلى أصدقائه نموذجًا للنثر العربي الحديث، وله مهارة في عزف العود، إذ كان أحد العازفين القلائل في الحجاز.

## مسيرته
ولد حمزة شحاتة عام 1909 في حارة القشاشية في مكة، ونشأ وتربى في جدة لدى آل جمجوم، درس في مدارس الفلاح النظامية في جدة وكان متفوقًا في دراسته ومتقدمًا على سنه، وقد أثّرت أجواء جدة الانفتاحية بعد الثورة العربية الكبرى في شخصيته كما فعلت مع بقية أبناء جيله من الشباب في تلك الفترة، فقرأ لكبار كتاب التيارات التجديدية والرومانسية العربية في المقرّ والمهجر، وقد تأثر كثيرًا بجبران خليل جبران، وإيليا أبو ماضي وجماعة الديوان. وكانت رحلته إلى الهند، وقيامه بها لمدة سنتين، مبعوثًا لمباشرة الأعمال التجارية لإحدى البيوتات التجارية الجداوية منعطفًا تاريخيًا في حياته، حيث انكب فيها على تعلّم اللغة الإنجليزية والتزود بالمعارف والاطلاع على الإنتاج الأدبي الهندي والبريطاني، كما شكَلَ التاجر قاسم زينل رافدًا أساسيًا في تكوين شخصية شحاتة الفكرية ونزعته التجديدية. اعتقل في سجن المصمك بالرياض بالتزامن مع ثورة حامد بن رفادة، ثم أخلي سبيله.
ذاع صيته بعد محاضرة مطولة وشهيرة ألقاها في خمس ساعات متواصلة في جمعية الإسعاف الخيري بمكة المكرمة في عام 1940، حيث عنونها بـ(الرجولة عماد الخلق الفاضل) بدلا من (الخلق الفاضل عماد الرجولة) الذي اختارته الجمعية عنوانا لمحاضرته ولم يتقيد به، وحوت محاضرته أبعاد فكرية ومضامين فلسفية واجادات لغوية.
اشتهر في الثلاثينات بسجاله الشعري الملحمي مع الشاعر محمد حسن عواد في مكة والذي نشرت أولى فصوله جريدة البلاد، ثم اعتذرت عن إكمال نشره بعد اشتداده، وانقسم فريق الأدباء بين الشاعرين فكان من مناصري الشحاتة؛ أحمد قنديل وحسين زيدان وعزيز ضياء ومحمد علي مغربي، فيما كان من أنصار العوّاد؛ محمود عارف وعبد السلام الساسي. 
عمل صحفيا في جريدة البلاد في مكة، والتصق في أول أمره بالشيخ محمد سرور الصبان، مدير المالية حينها (ووزير المالية فيما بعد)، فعمل في عدة وظائف بوزارة المالية في مكة.
كان شديد النفور من الشهرة وحريصا على العزلة من المشهد الثقافي ورغم ذلك تأثر به عدد من الأدباء من أشهرهم: أحمد قنديل، عبد الله عبد الجبار، عزيز ضياء، محمد حسن فقي، عبد الله الخطيب، حسن القرشي، محمد عمر توفيق، عبد المجيد شبكشي، عبد الفتاح أبومدين، محمد سعيد طيب، عبد الحميد مشخص، عبد الله خياط، عبد الله الجفري، عبد الله نور، ومحمد صادق دياب، وغيرهم.
رحل إلى القاهرة ساخطاً على أحوال البلد عام 1946م، وتوقف توقفا تاماً عن نشر أي إنتاج أو أدب، كما لم يشأ قط التواصل مع أدباء مصر في تلك الفترة، ورغم كل المحاولات التي قام بها عبد الله عبد الجبار ومحمد عبد المنعم خفاجي من تقديمه لأدباء مصر. إلا أنه رفض، فعاش في مصر منعزلاً في شقته صارفا اهتمامه في آخر سنواته إلى تربية بناته الخمس وتعليمهن، والكتابة والتلحين دون نشر أو تسجيل، وقد فقد البصر أواخر حياته.

## من مؤلفاته
- الرجولة عماد الخلق الفاضل - محاضرة أخلاقية ونهضوية 1940م - نشرتها دار تهامة بجدة عام 1981م.
- رفات عقل، جمع عبد الحميد مشخص، تهامة، 1980م.
- حمار حمزة شحاتة، دار المريخ الرياض، 1977م.
- المجموعة الشعرية الكاملة أو ديوان حمزة شحاتة - وقد جمعها محمد علي مغربي وعبد المجيد شبكشي.
- غادة بولاق- ملحمة شعرية كتب مقدمتها الناقد المصري مختار الوكيل.
- شجون لا تنتهي - من مطبوعات دار الشعب / القاهرة، 1975م.
- رسائل إلى ابنتي شيرين، جدة، تهامة، 1980م.
- ديوان حمزة شحاتة، جدة، دار الأصفهاني للطباعة، 1988م.[3]

إضافة إلى العديد من القصائد والأعمال النثرية الفلسفية والآراء الفكرية التي لا تزال مخطوطة، كانت موزعة لدى أشخاص محمد نور جمجوم وعبد الحميد مشخص ومحمد علي مغربي ومحمد سعيد بابصيل، وقد تعهدت ابنته مؤخراً بطباعتها.

## شاعريته
يعد حمزة شحاته من الشعراء المجددين، وهو أحد أبرز شعراء المدرسة الابتداعية في الشعر السعودي، ولديه أسلوب خاص في شعره ونثره، وقد حقق للقصيدة السعودية مكانة هامة على المستوى اللغوي، وعلى مستوى الرؤية والتجربة الشعرية، ولا يخلو شعره من التعبير عن المشاعر والهموم والشجون والحلم بالمثالية، وكثيرًا ما تحدث عبر قصائده عن الغدر والخيانة بين البشر، كما كانت قصائده مليئة بحيوية التعبير، تتميز بالعمق، وهي ذات صياغة قوية.
«جرّب شحاتة أشكالاً عدة في كتابة القصيدة، كالتنويع في القافية، وشعر التفعيلة دون نجاح يذكر. وظل الشكل التقليدي هو عماد القصيدة لديه، وكان يفتتح بعض قصائده بالمطلع المصرع ويكثر -في قصائده الطويلة- من الأبيات التي تجري مجرى الحكم والأمثال، غير أن علاقته بالتراث تقف عند هذا الحد لتفضي قصيدت إلى لغة ثرية بعيدة عن التكلف وملأى بحيوية تعبيرية، زاخرة بالعمق والصياغة القوية، ولولا أن حمزة شحاتة قد ارتضى القاهرة عزلةً ومنفىً إراديًا له، مع عزوفة عن نشر شيء من شعره، لكان أثره أكبر، وحضوره أكثر عمقًا وشمولاً في ذاكرة الشعر السعودي والعربي، وذاكرة أجيال الستينات والسبعينيات الميلادية في المملكة» 

### من قصائده
- قصيدة بعنوان (المعاناة).
- قصيدة في وصف مدينة جدة، يقول في مطلعها:

- قصيدة «سطوة الحسن» التي يقول في مطلعها:

### من قصائده المغناة
- «مالي أراها لاترد سلامي»: وله فيها قصة بديعة مع خليلته.

حيث أنها مرت بجانبه وهو بين أصدقائه وما كان منه إلا ظهور تلهفه وما كان منها إلا الجفا وعز عليها حتى السلام عند التلاقي...
فإذا بقريحته تجبره على أن يلقي القصيدة:
موال:-
               
وتستمر الأغنية بعد أن تمول هذه الأبيات العفوية يقصيدة طويلة متقونة وهذا مطلعها:
وحيث أنه مل همز جلاسه ولمزهم أنهاها ب

## قالوا عنه
كتب عن مسيرته العديد من التراجم لعل أشهرها كتاب عزيز ضياء (حمزة شحاتة قمة عرفت ولم تكتشف)، وكتاب (حمزة شحاتة.. ظلمه عصره) للأديب عبد الفتاح أبو مدين، كما امتلأت المكتبة النقدية بالدراسات النقدية حول شعره وخصائصه، مثل كتاب الدكتور عبد الله الغذامي (الخطيئة والتكفير) والمنشور عام 1983م، إضافة إلى كتاب الدكتور عاصم حمدان (قراءة نقدية في بيان حمزة شحاتة الشعري) والذي كتب مقدمته رائد النقد الحديث بالسعودية الأديب عبد الله عبد الجبار، إضافة إلى العديد من الدراسات والمقالات النقدية. وقد صنع المخرج محمود صباغ فلما قصيرا ممتع عن قصة حياته.

## الجوائز والتكريم
- كرمه عام 2006 الملتقى السادس لقراءة النص بنادي جدة الأدبي الثقافي تحت رعاية وزير الثقافة والإعلام السعودي إياد مدني.

## من أقواله
- «الرذيلة لا تنتصر إلا متى كان صوتها قويا، وصوتها لا يكون قويا إلا إذا نفخت في بوق الفضيلة».
- «كانت القوة في الرجل مصدر الإعجاب والتقديس، والقوة ما تعرف الهوادة في تأمين سبيل حياتها ومطالبها».
- لا يشغلك اختيار الرفيق ؛ إذا كانت الرحلة إلى جهنم
- منطق الغابة هو واقع المدينة .. بزيادة طفيفة هي القانون
- الذبح يؤلم الخرفان، ولكنه لايحركها للثورة، ولايدفعها إلى الهرب، وهناك شعوب لايستطاع ابتكار أسباب لتحريكها مع أنها تتألم
- لولا الآلام والمتاعب والقلق لما كان في الحياة شيء يسر

## وفاته
توفي عام 1972م في القاهرة، ودفن في مكة المكرمة في مقبرة المعلاة، عن عمر يناهز ال62 عاما.